# 安迪·利拉
安迪·利拉（1986年2月12日—）是一位阿爾巴尼亞足球運動員。在場上的位置是後衛。曾外借至意大利足球甲級聯賽球隊帕爾馬足球俱樂部。他也代表阿爾巴尼亞國家足球隊參賽。